# Mosquée Al-Bouraq

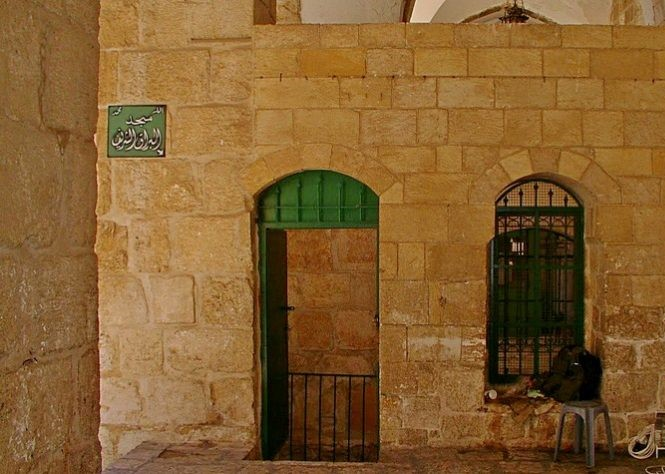
Entrée de la mosquée Al-Buraq au portique occidental (riwāq).

La mosquée al-Bouraq (arabe : مَسْجِدُ ٱلْبُرَاق, romanisé : Masjid al-Burāq) est un musalla souterrain situé à côté du Mur des Lamentations, dans le coin sud-ouest du complexe de la mosquée al-Aqsa, dans la vieille ville de Jérusalem. Cette mosquée est appelée mosquée al-Buraq en raison d'un anneau qui est cloué à son mur, où les musulmans croient que le prophète Muhammad a attaché le Buraq qui l'a transporté de la mosquée al-Harâm à la mosquée al-Aqsa lors du Voyage nocturne,,.

## Histoire
La mosquée est située à l'intérieur du passage voûté qui menait autrefois à l'ancienne porte de Hittah, également connue sous le nom de porte de Barclay en référence à son découvreur, qui occupait alors le poste de consul américain (James Barclay). Il a découvert et documenté cette porte en 1852 de notre ère. Cependant, les musulmans connaissaient déjà cette porte, car elle était mentionnée par le mufti de Jérusalem, Muhammad al-Taflati al-Maghribi (mort en 1777 de notre ère) : "C'est la porte inférieure, qui est bloquée par du sol et des pierres près de la porte de la mosquée al-Maghribeh",, qui se trouve à l'extrémité sud du Mur des Lamentations. L'intérieur de la porte, qui servait d'entrée à l'enceinte pendant la période islamique précoce, est actuellement connu sous le nom de mosquée al-Buraq,. À l'époque ancienne, on l'appelait Marbat Al-Buraq,. L'entrée de la structure souterraine est orientée vers le nord et immédiatement à gauche de la porte des Maures (Bāb al-Magharibah).
On croit que Salah al-Din al-Ayyubi a fermé l'ancienne porte de Hittah (connue sous le nom de porte de Barclay depuis le XIXe siècle) et a établi la porte al-Magharibah à sa place.
Les traditionalistes du mont du Temple identifient la porte de Barclay à la porte de Kiponus, mentionnée comme la porte occidentale de la cour extérieure dans la Mishna (Middot 3:1). Ils supposent également que la porte de Kiponus a été nommée d'après Coponius (6-9 de notre ère), un procurateur romain, l'une des quatre portes décrites par Flavius Josèphe.

## Architecture
Selon les recherches archéologiques de Barclay et de ses adeptes, la porte mesure 5,06 mètres de largeur et 8,80 mètres de hauteur de l'entrée, ce qui donne un aperçu des dimensions de la mosquée. Selon les sites archéologiques, cette porte était utilisée comme entrée du mont du Temple pendant la période omeyyade, en lien avec des caractéristiques structurelles telles que l'arête chanfreinée, une particularité distincte de toutes les portes omeyyades des environs, telles que la porte dorée et la double porte. Un panneau à l'extérieur de la mosquée indique qu'elle remonte à l'époque mamelouke. Dans l'ensemble, le passage de la porte était utilisé jusqu'à une certaine période après 985 de notre ère, lorsque la porte a été bloquée et transformée en une citerne adjacente à la mosquée al-Buraq. Bien que la principale porte de la mosquée al-Buraq située dans le Mur des Lamentations soit définitivement scellée, la mosquée est toujours accessible pour le culte depuis une autre entrée dans le portique occidental (riwāq) de la mosquée Al-Aqsa.

## Emplacement de Marbat Al-Buraq
La première mention de celle-ci a été faite par l'historien Ibn al-Faqih (903 de notre ère), où il a mentionné qu'elle se trouve dans le coin du phare de la Qibla. Le phare de la Qibla se situe dans le coin sud-ouest et a été remplacé par le minaret actuel, le minaret Al-Fakhriyyah, qui remonte à l'époque mamelouke.

## La salle de prière actuelle d'Al-Buraq
À l'extrémité du corridor occidental se trouve une porte qui mène par des escaliers à une salle souterraine rectangulaire. Sur son côté sud se trouve un petit mihrab, et à sa droite se trouve un anneau métallique symbolisant l'événement où le prophète Muhammad attacha Al-Buraq avant d'entrer dans la mosquée lors du Voyage nocturne.
À l'ouest de la salle, on peut encore voir la partie supérieure d'une énorme porte obstruée par des pierres. On croit que le prophète Muhammad est entré par cette porte, puis a attaché Al-Buraq à côté de la porte, car c'était auparavant un couloir pour la porte d'Al-Buraq, puis l'endroit s'est transformé en salle de prière d'Al-Buraq.

## Histoire de l'anneau métallique actuel
Selon le voyageur Abu Salem Al-Ayashi (1662 de notre ère), il s'agissait d'une pierre perforée à l'extérieur de certaines des portes occidentales de la mosquée Al-Aqsa. La pierre se trouve dans un mur que les gens visitent et recherchent des bénédictions, et ils disent que c'est celle avec laquelle le prophète Muhammad a attaché Al-Buraq lors de la nuit de l'Isra'.
Après 120 ans, Al-Meknasy a décrit l'anneau et a déclaré que l'anneau actuel (1785 de notre ère) n'est pas l'endroit où Al-Buraq était attaché, mais qu'il est un signe de l'endroit, après que l'emplacement d'origine ait été comblé par le sol.

## Galerie

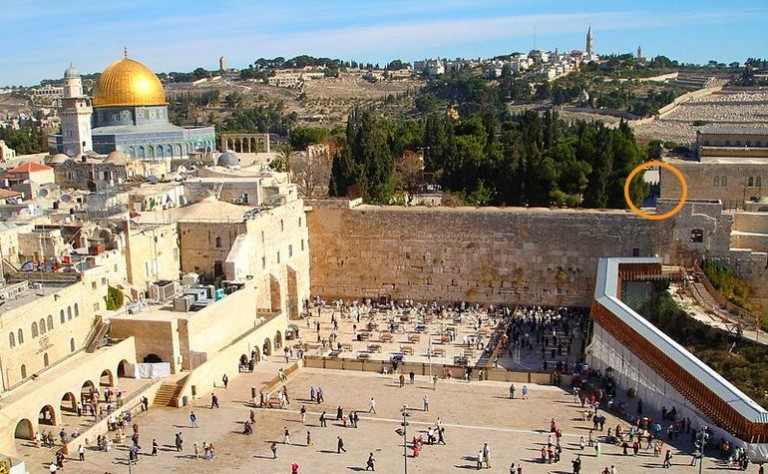
La mosquée d'Al-Buraq est située (cercler en orange) à côté du Mur occidental (également connu sous le nom de Mur d'Al-Buraq).
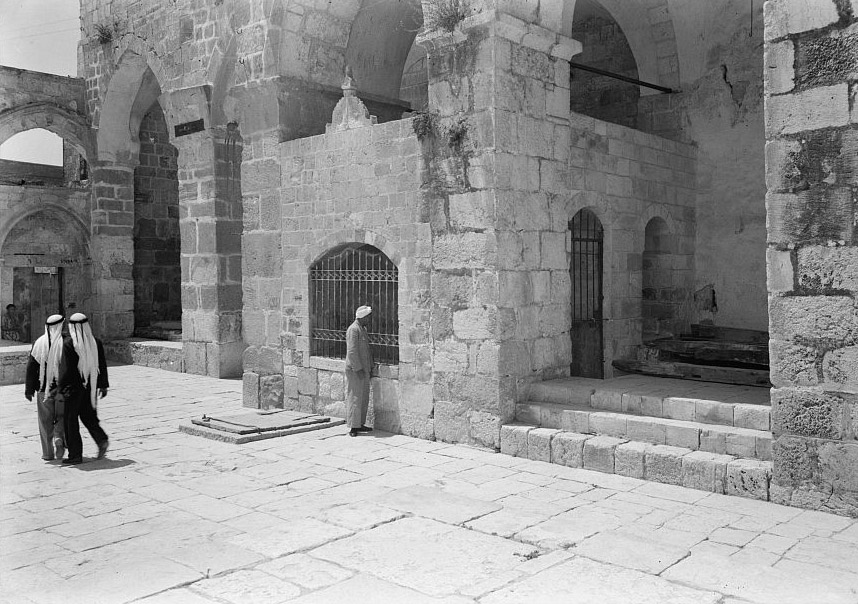
Mosquée Al-Buraq, vers 1940, vue vers le sud-ouest.
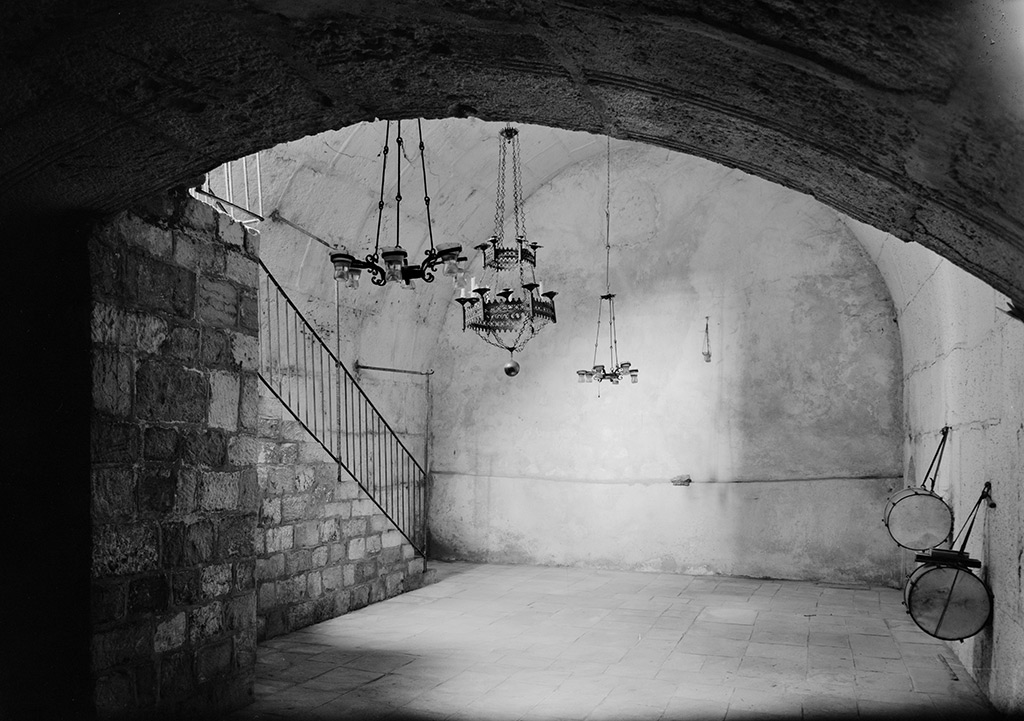
Espace voûté à l'intérieur de la chambre souterraine de la Porte Barclay, vue vers l'est, vers 1940.
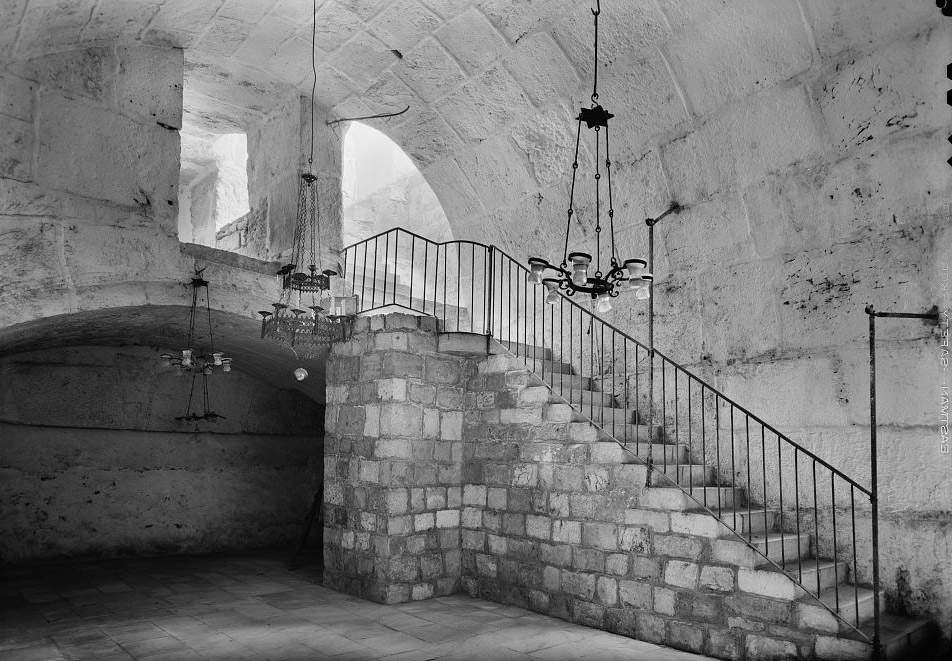
Espace voûté, vue vers l'ouest, vers 1940.